# Honor X7
Honor X7 — смартфон бюджетного рівня, розроблений компанією Honor, що входить у серію «X». Був представлений 30 березня 2022 року.
В Китаї 16 грудня 2021 року разом Honor X30 був представлений Honor Play 30 Plus, який відрізняється від Honor X7 камерами, процесором та підтримкою 5G.

## Дизайн
Екран виконаний зі скла. Задня панель та бокова частина виконані з глянцевого пластику.
Дизайн нагадує лінійку Honor 50.
Знизу розміщені роз'єм USB-C, динамік, мікрофон та 3.5 мм аудіороз'єм. Зверху розташований другий мікрофон. З лівого боку розташований залежно від версії у X7 слот під 1 SIM-картку і карту пам'яті формату microSD до 512 ГБ або гібридний (2 SIM/1 SIM + microSD) та тільки гібридний слот у Play 30 Plus. З правого боку розміщені кнопки регулювання гучності та кнопка блокування смартфона, в яку вбудований сканер відбитків пальців.
Honor X7 продається в синьому (Ocean Blue) та сріблястому (Titanium Silver) кольорах.
В Китаї Honor Play 30 Plus продається в 4 кольорах: чорному (Magic Night Black), синьому (Charm Sea Blue), сріблястому (Titanium Silver) та золотому (Dawn Gold).

## Технічні характеристики

### Платформа
Honor X7 отримав процесор Qualcomm Snapdragon 680 та графічний процесор Adreno 610.
Honor Play 30 Plus отримав процесор MediaTek Dimensity 700 та графічний процесор Mali-G57 MC2.

### Батарея
Батарея отримала об'єм 5000 мА·год та підтримку 22.5-ватної швидкої зарядки.

### Камери
Honor X7 отримав основну квадрокамеру 48 Мп, f/1.8 (ширококутний) з фазовим автофокусом + 5 Мп, f/2.2 (ультраширококутний) + 2 Мп, f/2.4 (макро) + 2 Мп, f/2.4 (сенсор глибини). Фронтальна камера отримала роздільність 8 Мп, світлосилу f/2.0 (ширококутний).
Honor Play 30 Plus отримав основну подвійну 13 Мп, f/1.8 (ширококутний) з фазовим автофокусом + 2 Мп, f/2.4 (сенсор глибини). Фронтальна камера отримала роздільність 5 Мп, світлосилу f/2.2 (ширококутний).
Основна та фронтальна камера всіх моделей має здатність запису відео в роздільній здатності 1080p@30fps.

### Екран
Екран IPS LCD, 6.74", HD+ (1600 × 720) зі щільністю пікселів 260 ppi, співвідношенням сторін 20:9, частотою оновлення дисплею 90 Гц та краплеподібним вирізом під фронтальну камеру.

### Пам'ять
Honor X7 продається в комплектації 4/128 ГБ.
Honor Play 30 Plus продається в комплектаціях 4/126, 6/128 та 8/128 ГБ.

### Програмне забезпечення
Honor X7 був випущений на Magic UI 4.2, а Play 30 Plus — Magic UI 5.0. Обидві на базі на базі Android 11. Honor Play 30 Plus призначений виключно для ринку Китаю, тож у нього відсутні сервіси Google Play, а на X7 — присутні.